# Bilpa Morea Claypan
Bilpa Morea Claypan är en sänka i Australien. Den ligger i delstaten Queensland, omkring 1 300 kilometer väster om delstatshuvudstaden Brisbane. Bilpa Morea Claypan ligger 64 meter över havet.
Trakten runt Bilpa Morea Claypan är nära nog obefolkad, med mindre än två invånare per kvadratkilometer.. Det finns inga samhällen i närheten.
Trakten runt Bilpa Morea Claypan är ofruktbar med lite eller ingen växtlighet. Genomsnittlig årsnederbörd är 183 millimeter. Den regnigaste månaden är februari, med i genomsnitt 49 mm nederbörd, och den torraste är augusti, med 1 mm nederbörd.